# Jean-Marie Poiré
Pour les articles homonymes, voir Poiré (homonymie) et Gaubert.
Jean-Marie Poiré est un réalisateur, scénariste, producteur et acteur franco-belge, né le 10 juillet 1945 à Paris 17e.
Au début de sa carrière, il exerça les métiers de photographe et de chanteur, avant de se tourner vers l'écriture puis la réalisation de films.
Il s'est d'abord fait connaître grâce à ses succès avec l’équipe du Splendid, comme Le père Noël est une ordure (1982) ou Papy fait de la résistance (1983), et a ensuite continué une longue collaboration avec Christian Clavier, en réalisant notamment Les Visiteurs et Les Anges gardiens.
Il s’impose grâce à son style de réalisation : des montages rapides et saccadés, parfois plus de 1 000 plans par film.

## Biographie

### Photographe et musicien
Il est le fils d’Alain Poiré et cousin issu-de-germain de l'acteur Yves Rénier. À ses débuts, Jean-Marie Poiré a exercé comme photographe sous le nom d'Antonin Berg (en 1967-1968). Il est chanteur, dans le groupe the Frenchies, sous le pseudonyme de Martin Dune. Le groupe sortira un unique album, Lola Cola, en 1974. En 1975, il sort un 45 tours en solo, qui comporte les titres Platon et Label motel . Ce disque fait partie de la bande originale du film Pas de problème ! de Georges Lautner.
La même année, il joue avec son groupe dans L'Agression de Gérard Pirès où il interprète un titre sur la scène d'une discothèque.

### Scénariste de Michel Audiard et Georges Lautner

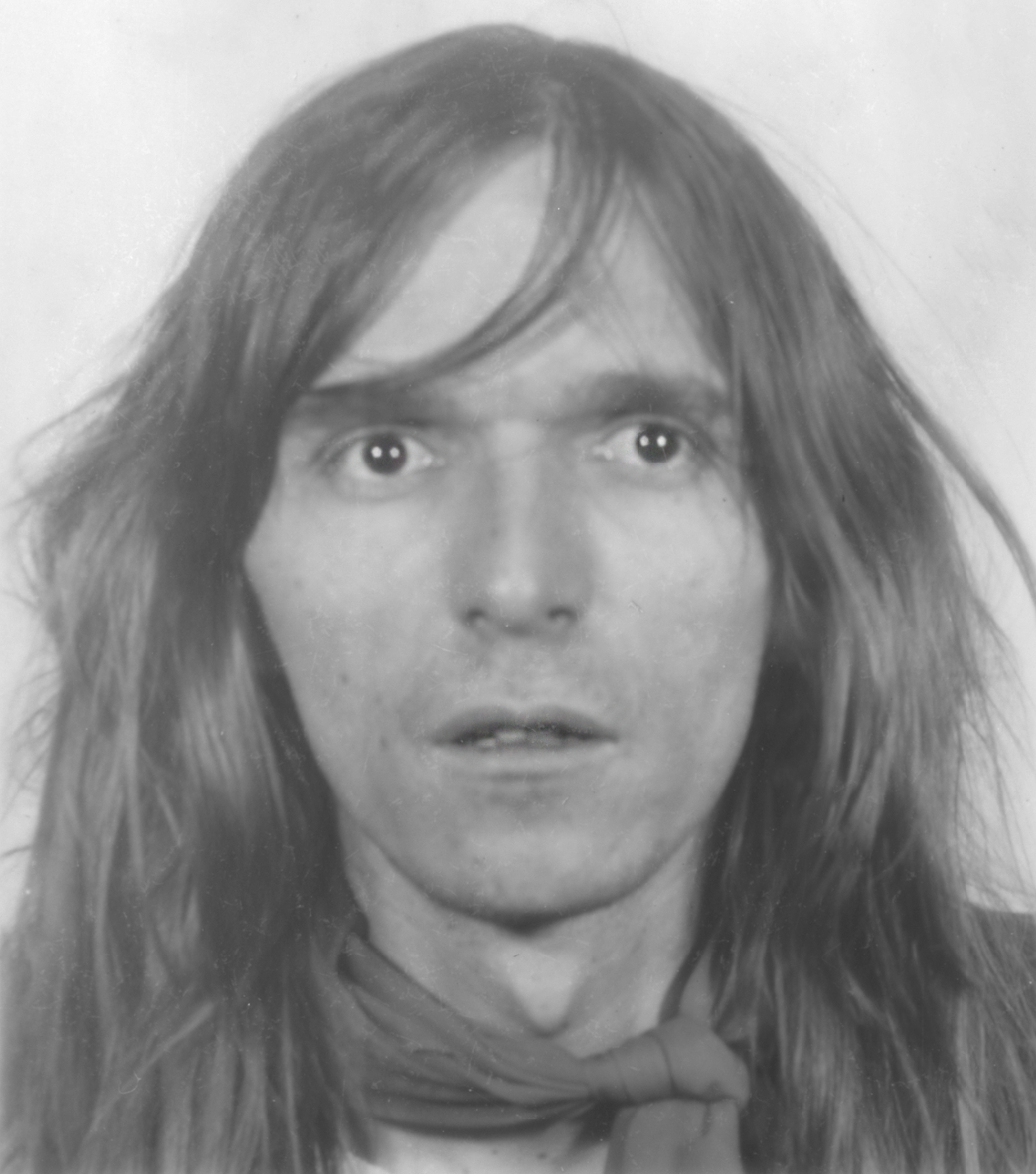
Jean-Marie Poiré en 1973. Photo d'identité (Sacem).

Après une licence de lettres, il devient scénariste et adaptateur en 1968. Il travaille avec le dialoguiste Michel Audiard. Ils vont collaborer sur plusieurs films réalisés par Audiard lui-même.
Parallèlement, il écrit des films produits par son père Alain Poiré et réalisés par Georges Lautner et Robert Lamoureux, dont On a retrouvé la septième compagnie et Pas de problème !
En 1977, il réalise son premier film, Les Petits Câlins qui révèle l'actrice Dominique Laffin dans le rôle principal.

### Rencontre avec Le Splendid

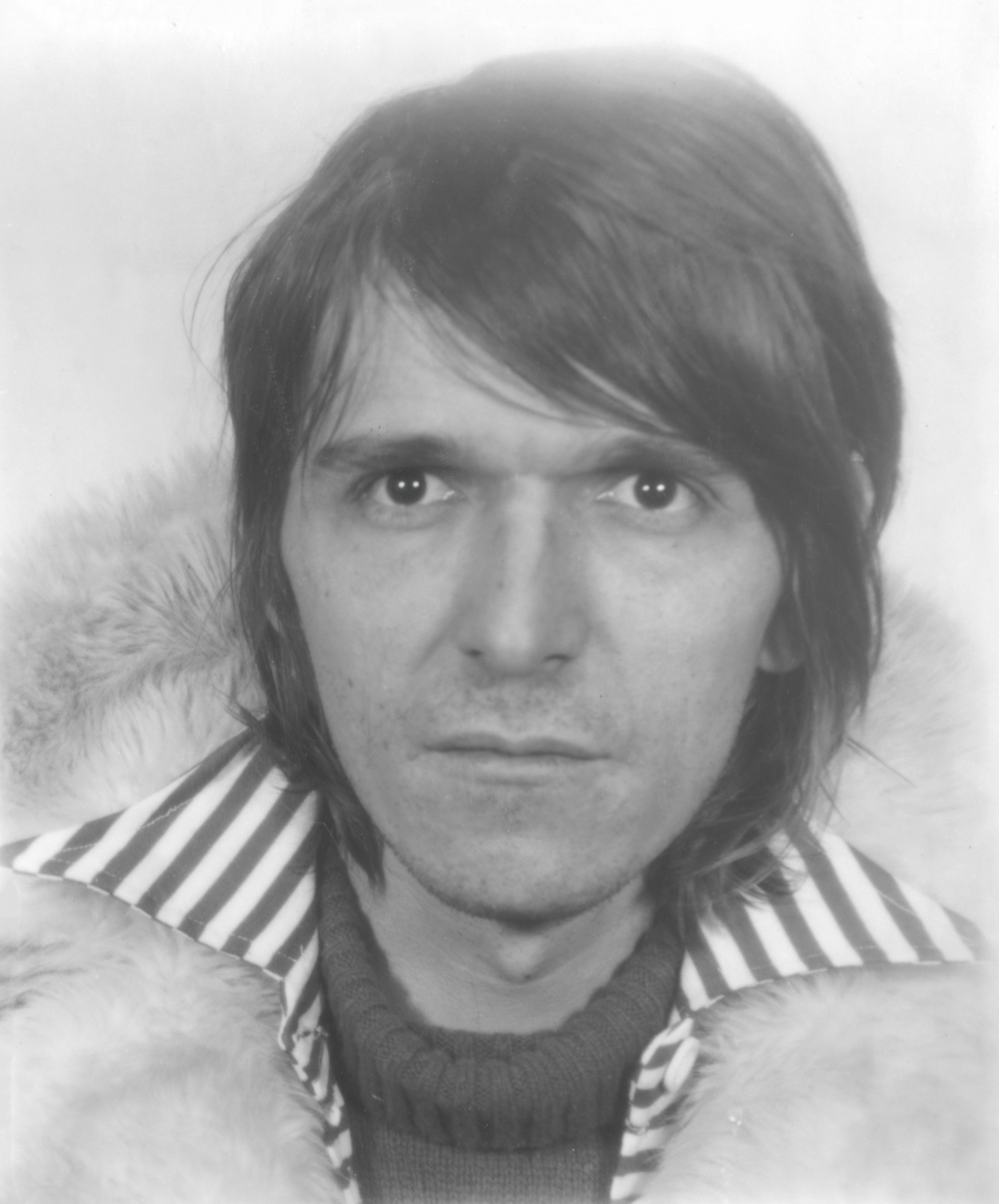
Jean-Marie Poiré en 1975. Photo d'identité (Sacem).

Pour interpréter un second rôle, Jean-Marie Poiré embauche une débutante venant du café-théâtre, Josiane Balasko. Il réalise ensuite Les hommes préfèrent les grosses, adaptation de la pièce Bunny’s Bar écrite par celle-ci.
Après ce succès, il adapte une autre pièce du Splendid : Le père Noël est une ordure, avec son amie Josiane Balasko qui joue un rôle écrit pour elle et qui n'existe pas dans la pièce. En 1983 Papy fait de la résistance, adapté d'une pièce écrite par Christian Clavier et Martin Lamotte, rencontre un grand succès. Le film est doté d'un budget important et d'une distribution prestigieuse. Son slogan est d'ailleurs : « le film qui a coûté plus cher que le Débarquement ».

### Collaborations avec Christian Clavier
Il rencontre l'acteur et scénariste Christian Clavier sur le tournage du père Noël est une ordure : ils feront neuf films ensemble, dont Les Visiteurs, qui attirera plus de 13 millions de spectateurs.
En 1996, il adapte avec Christian Clavier la pièce Out of order de l'auteur britannique Ray Cooney : le comédien joue le rôle principal. La pièce, mise en scène par Pierre Mondy et jouée au Théâtre Marigny, y est renommée Panique au Plazza.
Il réalise Les Visiteurs en Amérique sous le pseudonyme de Jean-Marie Gaubert et ne participe pas à sa promotion. Le film est un échec commercial aux Etats-Unis (4,8 millions de $ pour un budget de 35 millions) et en France (1,2 million de spectateurs).
|                         |  |  |
| Chevallier et Laspalès. |  |  |

Face au revers du remake « américain » des Visiteurs, il se lance dans la réalisation de Ma femme s'appelle Maurice avec Chevallier et Laspalès : le film est un échec puisqu'il ne fait que 710 531 entrées alors que son budget s'élève à 15,70 millions d'euros. Le film est produit par Warner Bros. et la société de production de Jean-Marie Poiré, Okay Films, alors rebaptisée Comédie Star,. Alors que Poiré avait travaillé avec Gaumont pour ses derniers films,, cette société aurait refusé de produire celui-ci après l'échec des Visiteurs en Amérique.
A la sortie de Ma femme s'appelle Maurice, il est annoncé que la Gaumont, malgré le revers relatif des Visiteurs en Amérique (1 217 623 tout de même au box-office), produirait le prochain film de Poiré, Damien et les envahisseurs, censé être un film mélangeant comédie et science-fiction, dans le même genre que Les Visiteurs, et dont le budget annoncé est de 24,39 millions d'euros,,.
Damien et les envahisseurs n'aboutit pas. Jean-Marie Poiré, toujours avec sa société Comédie Star, produit le film Les Gaous, réalisé par Igor Sékulic, qui avait réalisé les effets spéciaux du remake des Visiteurs,.
Quelques années plus tard, il est annoncé que Poiré réaliserait l'adaptation du livre Le Grimoire d'Arkandias d'Éric Boisset et un film intitulé Des parents formidables, dont le scénario est écrit par Christian Clavier et Michel Delgado, et dans lequel doivent jouer Gérard Lanvin, Isabelle Huppert et Christian Clavier,. Le film Le Grimoire d'Arkandias sort en 2014, avec Christian Clavier dans le rôle d'Arkandias mais sans Poiré à la réalisation, tandis que Des parents formidables sert de base à l'écriture du film On ne choisit pas sa famille, sorti en 2011 et réalisé par Christian Clavier lui-même, avec notamment Muriel Robin et Jean Reno dans la distribution.
Début 2013, il annonce que le troisième volet des Visiteurs, attendu depuis la sortie du deuxième film en 1998, est en préparation avec une sortie prévue pour 2016. Le réalisateur travaille à nouveau avec Christian Clavier sur le scénario de ce troisième opus intitulé Les Visiteurs 3 : La Terreur. Le film est tourné au printemps 2015 en Tchéquie et en Belgique et sort le 6 avril 2016, intitulé Les Visiteurs : La Révolution. Mais le film est un échec critique et un semi-échec commercial : pour un budget de 24 millions d'euros, il n'attire que 2 200 452 spectateurs. 
En 2021 il collabore au scénario de Mystère à Saint-Tropez avec Christian Clavier.

### Autres collaborations
Pendant sa carrière, il a travaillé avec Martin Lamotte (5 collaborations) ainsi qu'avec Jean Reno, Josiane Balasko, Gérard Jugnot et Marie-Anne Chazel (4 collaborations chacun), Concernant les seconds rôles, ses acteurs fétiches sont Jacques François (6 collaborations) et Jean-Paul Muel (5 collaborations).
Il produit et distribue lui-même plusieurs films dont Les Gaous et Ma femme s'appelle Maurice d'après la pièce du même nom.

### Vie privée
Il est le filleul de l'actrice Marie Déa. 
Jean-Marie Poiré vit actuellement à Bruxelles.

## Filmographie

### Réalisateur-scénariste
- 1977 : Les Petits Câlins
- 1980 : Retour en force
- 1981 : Les hommes préfèrent les grosses
- 1982 : Le père Noël est une ordure
- 1983 : Papy fait de la résistance
- 1986 : Twist again à Moscou
- 1988 : Mes meilleurs copains
- 1991 : L'Opération Corned Beef
- 1993 : Les Visiteurs
- 1995 : Les Anges gardiens
- 1998 : Les Couloirs du temps : Les Visiteurs 2
- 2001 : Les Visiteurs en Amérique (réalisé sous le pseudonyme de Jean-Marie Gaubert)
- 2002 : Ma femme s'appelle Maurice
- 2016 : Les Visiteurs : La Révolution

### Scénariste
- Avec Michel Audiard
  - 1968 : Faut pas prendre les enfants du bon Dieu pour des canards sauvages
  - 1969 : Une veuve en or
  - 1970 : Elle boit pas, elle fume pas, elle drague pas, mais... elle cause !
  - 1971 : Le drapeau noir flotte sur la marmite
  - 1972 : Elle cause plus... elle flingue
  - 1974 : Comment réussir quand on est con et pleurnichard
- Avec Georges Lautner
  - 1973 : Quelques messieurs trop tranquilles
  - 1975 : Pas de problème !
  - 1981 : Est-ce bien raisonnable ?
- Avec Robert Lamoureux
  - 1973 : Mais où est donc passée la septième compagnie ? (non crédité)
  - 1975 : On a retrouvé la septième compagnie
  - 1977 : La Septième Compagnie au clair de lune
- Autres
  - 1976 : Dracula père et fils d'Édouard Molinaro
  - 1977 : Monsieur Papa de Philippe Monnier
  - 2004 : Les Gaous d'Igor Sekulic
  - 2010 : Jean Aurenche, écrivain de cinéma d'Alexandre Hilaire et Yacine Badday (intervenant)
  - 2021 : Mystère à Saint-Tropez de Nicolas Benamou

### Acteur
- 1984 : Pinot simple flic : l'homme au walk-man
- 1988 : Mes meilleurs copains : M. Lagache
- 1993 : Les Visiteurs : l'homme qui porte un couteau et dit « Donne tes bijoux, le drôle » à la fin
- 1995 : Les Anges Gardiens : le photographe du mariage à la fin
- 1998 : Les Couloirs du temps : Les Visiteurs 2 : le préfet au mariage (scène coupée)

### Assistant réalisateur
- 1966 : Nouveau journal d'une femme en blanc de Claude Autant-Lara
- 1967 : Oscar d'Édouard Molinaro
- 1969 : Le Cerveau de Gérard Oury

### Collaborations récurrentes
Ses acteurs fétiches sont Christian Clavier (10 fois), Jacques François (6 fois), Jean Réno (5 fois).

## Résultats au box-office
| Film                                    | Année | Box-office français |
| --------------------------------------- | ----- | ------------------- |
| Les Petits Câlins                       | 1978  | 481 459 entrées     |
| Retour en force                         | 1980  | 457 059 entrées     |
| Les hommes préfèrent les grosses        | 1981  | 1 931 038 entrées   |
| Le père Noël est une ordure             | 1982  | 1 582 732 entrées   |
| Papy fait de la résistance              | 1983  | 4 104 082 entrées   |
| Twist again à Moscou                    | 1986  | 1 361 683 entrées   |
| Mes meilleurs copains                   | 1988  | 358 394 entrées     |
| L'Opération Corned-Beef                 | 1990  | 1 475 580 entrées   |
| Les Visiteurs                           | 1993  | 13 782 991 entrées  |
| Les Anges gardiens                      | 1995  | 5 793 034 entrées   |
| Les Couloirs du temps : Les Visiteurs 2 | 1998  | 8 043 129 entrées   |
| Les Visiteurs en Amérique               | 2001  | 1 217 623 entrées   |
| Ma femme s'appelle Maurice              | 2002  | 710 531 entrées     |
| Les Visiteurs : La Révolution           | 2016  | 2 188 217 entrées   |
| Total                                   | Total | 43 487 552 entrées  |

## Nominations
- 1994 : Nominations au César du meilleur film, César du meilleur réalisateur et au César du meilleur scénario original ou adaptation (avec Christian Clavier) pour Les Visiteurs.
- 2018 : Coup de cœur au Festival International du Film de Comédie de Liège[18]